# 三博士来朝 (波提切利)
三博士来朝是意大利画家桑德罗·波提切利创作于1475年－1476年间的名画。画面显示《圣经》中东方三博士朝拜耶稣基督的故事。本作品是为了圣新玛利亚教堂绘制的圣餐台油画。现藏于意大利佛罗伦萨的乌菲兹美术馆。
画中画家非常巧妙的展现了自己以及其主要资助人美第奇家族的主要人物，根据乔尔乔·瓦萨里解释，画面上那个接触圣婴的脚的年老贤士，正是被誉为佛罗伦萨国父的科西莫·德·美第奇（即老科西莫）；穿白色袍子跪着的人是老科西莫的孙子朱利亚诺·德·美第奇（也是“豪华者”洛伦佐·德·美第奇的兄弟）；在他后面对那个孩子表现出感激崇拜的人，是老科西莫的次子乔瓦尼·德·美第奇；在画面中央前景跪著穿著紅色斗篷的人被认为是老柯西莫的长子皮耶罗一世·德·美第奇（即“痛風者”朱利亚诺·德·美第奇与洛伦佐·德·美第奇之父）；穿着黑底肩上有红色条纹长袍者可能是理想化了的“豪华者”洛伦佐·德·美第奇。最右面看向观者的黄衣青年正是画家本人。

## 同名作品
- 三博士来朝 (达芬奇)
- 三博士来朝 (利皮)